# Leuze-en-Hainaut
Leuze-en-Hainaut város Belgiumban, Vallónia régióban, Hainaut tartományban.

## Testvértelepülések
- Loudun Franciaország, 1961
- Ouagadougou Burkina Faso, 1966
- Carencro USA, 1993

## Külső hivatkozások
- Hivatalos oldal

1. ↑  Wettelijke Bevolking per gemeente op 1 januari 2018. Statbel. (Hozzáférés: 2019. március 9.)